# Edicto de Restitución

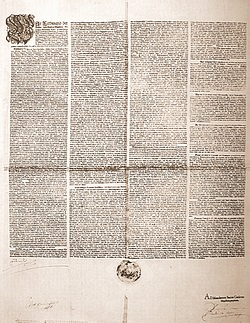
Copia del Edicto

Fernando II, no estando satisfecho con las ganancias territoriales adquiridas por los católicos tras sus victorias en las primeras fases de la guerra de los Treinta Años. Después de suprimir la Revuelta bohemia y de derrotar a Federico V del Palatinado y a Cristián IV de Dinamarca. Deseaba un retorno a la situación religiosa y territorial presente inmediatamente posterior a la Paz de Augsburgo.
El 6 de marzo de 1629, y sin la ratificación de cualquiera de los Príncipes Alemanes, promulgó el Edicto de la Restitución. Declarando ilegal la secularización de las tierras eclesiásticas después del año 1552, y demandaba el retorno de aquellas que ya habían sido secularizadas a cargo de la Iglesia católica. Además, suponía que los calvinistas quedaran fuera de la protección de la ley.  
La promulgación del edicto suponía la restitución de los arzobispados católicos de Bremen y Magdeburgo así como siete obispados y más de 500 monasterios. En gran parte del norte del Imperio, nunca se pudo llevar a cabo debido a la intervención del rey Gustavo Adolfo II de Suecia en la guerra a partir de 1630.
Las Ciudades imperiales protestantes del sur, el Ducado de Wurtemberg y el Margraviato de Baden Durlach fueron los territorios más afectados. 
Los Príncipes estaban de acuerdo con los puntos fundamentales del Edicto, sin embargo, muchos de ellos cuestionaban su legitimidad; temían que era una en una serie de medidas tomadas por el emperador para convertirse en un monarca absoluto, con poderes dictatoriales. En 1635 con la Paz de Praga, el emperador tuvo que suspender el edicto durante cuarenta años. 
Finalmente fue derogado en 1648 por la Paz de Westfalia.